# بئال
بئال دهستانی در استان آستوریاس اسپانیا است.
در این دهستان ۲٬۴۰۹ نفر زندگی می‌کنند. مساحت این دهستان ۱۲۰٫۲۸ کیلومتر مربع است.